# Kanton San Agustín
Der Kanton San Agustín ist ein Gemeindebezirk im Departamento Potosí im Hochland des südamerikanischen Anden-Staates Bolivien.

## Lage im Nahraum
Der Cantón San Agustín ist einer von vier Kantonen in dem Municipio San Agustín in der Provinz Enrique Baldivieso. Er grenzt im Norden, Osten und Westen an die Provinz Nor Lípez und im Süden an den Kanton Alota.
Der Kanton erstreckt sich zwischen etwa 21° 04' und 21° 19' südlicher Breite und 67° 30' und 67° 48' westlicher Länge, er misst von Norden nach Süden bis zu 25 Kilometer, von Westen nach Osten bis zu 30 Kilometer. In dem Kanton gibt es fünf Gemeinden, der zentrale Ort ist San Agustín im nördlichen Teil des Kantons mit 533 Einwohnern (Volkszählung 2001). Die mittlere Höhe des Kantons ist 4000 m.

## Geographie
Der Kanton San Agustín liegt auf dem bolivianischen Altiplano zwischen den Anden-Gebirgsketten der Cordillera Occidental im Westen und der Cordillera de Lípez im Südosten.
Die mittlere Durchschnittstemperatur der Region liegt bei knapp 8 °C, der Jahresniederschlag beträgt nur 70 mm (siehe Klimadiagramm Avaroa). Die Region weist ein ausgeprägtes Tageszeitenklima auf, die Monatsdurchschnittstemperaturen schwanken nur unwesentlich zwischen 4 °C im Juni/Juli und 10 °C von Dezember bis Februar. Nennenswerte Monatsniederschläge von monatlich 30 mm fallen nur in den Monaten Januar und Februar, der Rest des Jahres ist nahezu niederschlagsfrei.

## Bevölkerung
Die Einwohnerzahl in dem Kanton ist zwischen den letzten beiden publizierten Volkszählungen nahezu unverändert geblieben:
- 1992: 554 Einwohner (Volkszählung 1992)[2]
- 2001: 567 Einwohner (Volkszählung)[3]
- 2012: Detaildaten der aktuellen Volkszählung von 2012 liegen noch nicht vor

Die Bevölkerungsdichte im Municipio San Agustín bei der Volkszählung 2001 betrug 0,7 Einwohner/km²; 72 Prozent der Bevölkerung arbeiten in der Landwirtschaft, 28 Prozent im Bereich Dienstleistungen.
Der Anteil der unter 15-Jährigen an der Bevölkerung beträgt 46,5 Prozent. Die Lebenserwartung der Neugeborenen liegt bei 59 Jahren.
Der Alphabetisierungsgrad bei den über 19-Jährigen beträgt 85 Prozent, und zwar 97 Prozent bei Männern und 76 Prozent bei Frauen. Wichtigste Sprache mit einem Anteil von 96 Prozent ist Quechua, 86 Prozent der Bevölkerung sprechen Spanisch. 95 Prozent der Bevölkerung sind katholisch, 2 Prozent evangelisch.
99,7 Prozent der Bevölkerung haben keinen Zugang zu Elektrizität, 99 Prozent leben ohne sanitäre Einrichtungen.
Ein Teil der Frauen arbeiten als Wanderarbeiterinnen im Norden Chiles, die Bevölkerung bezieht jedoch seit einigen Jahren ein Zusatzeinkommen aus dem Sammeln von Wildkräutern im Rahmen des Entwicklungsprogramms von Global Environment Facility (GEF).

## Gliederung
Der Cantón San Agustín untergliedert sich in die folgenden beiden Subkantone (vicecantones):
- Vicecanton San Agustín – 1 Gemeinde – 533 Einwohner (Volkszählung 2001)
- Vicecantón Sora – 4 Gemeinden – 34 Einwohner